# Chalcothraupis ruficervix
La  tangara nuquirrufa  (Chalcothraupis ruficervix), también denominada tangara nuquidorada (en Colombia y Ecuador), tangara de nuca dorada (en Perú), tángara diadema (en Colombia) o tangara nuquigualda, es una especie de ave paseriforme de la familia Thraupidae, la única perteneciente al  género Chalcothraupis, anteriormente situada en Tangara. Algunos autores sostienen que el grupo de subespecies C. ruficervix fulvicervix es una especie separada. Es nativa de regiones andinas del noroeste y oeste de América del Sur.

## Distribución y hábitat
Se distribuye a lo largo de la cordillera de los Andes desde el norte de Colombia (Antioquia y Cundinamarca), por las tres cadenas colombianas, hacia el sur por ambas pendientes del sur de Colombia y Ecuador, hasta el extremo norte de Perú. Y por la pendiente oriental del este de Perú, hasta el noroeste de Bolivia (Cochabamba).
Esta especie es considerada bastante común en sus hábitats naturales: las selvas húmedas montanas y sus bordes, principalmente entre los 1400 y 2400 m de altitud.

## Descripción
Mide 13cm de longitud. Presenta una característica banda de color beige dorado en la corona trasera. Las aves norteñas del grupo de la nominal son de color azul turquesa con la corona trasera bordeada de negro y azul violeta; las aves sureñas del grupo fulvicervix son notablemente más oscuras de color general más azul cobalto y sin los bordes de la corona trasera.

## Comportamiento
Con mayor frecuencia anda solamente en parejas, pero también sabe forrajear en pequeños grupos, usualmente acompañando bandadas mixtas. A pesar de que su alimento principal son frutos, también busca bastante por insectos, entre ramas pequeñas y entre el follaje.

## Sistemática

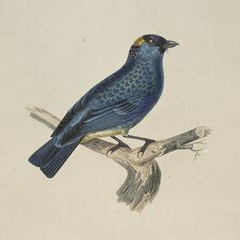
Tanagra ruficervix = Tangara ruficervix, ilustración en Petit-Thouars Voyage autour du monde sur la fregate la Venus, pendant les annees 1836-1839.

### Descripción original
La especie C. ruficervix fue descrita por primera vez por los naturalistas franceses Florent Prévost y Marc Athanase Parfait Oeillet Des Murs en 1846 bajo el nombre científico Tanagra ruficervix; su localidad tipo no fue dada, se asume: «Bogotá, Colombia».
El género Chalcothraupis fue propuesto por el naturalista francés Charles Lucien Bonaparte en 1851.

### Etimología
El nombre genérico femenino Chalcothraupis se compone de la palabras griegas «kalkhos»: bronce, y «θραυπίς thraupis»: pequeño pájaro desconocido mencionado por Aristóteles, tal vez algún tipo de pinzón; en ornitología thraupis significa «tangara»; y el nombre de la especie «ruficervix» se componde de las palabras del latín «rufus»: rufo, rojizo, y «cervix»: nuca.

### Taxonomía
Los amplios estudios filogenéticos recientes demuestran que la presente especie es hermana del género Thraupis.
Varios estudios filogenéticos recientes demostraron que el numeroso y amplio género Tangara era polifilético. Para la especie entonces denominada Tangara ruficervix, que quedaba aislada de las llamadas «tangaras verdaderas», Burns et al. (2016) propusieron  resucitar el género Chalcothraupis. El Comité de Clasificación de Sudamérica (SACC), en la propuesta N° 730 parte 20 aprobó esta separación, en lo que fue seguido por el Congreso Ornitológico Internacional (IOC) y Clements checklist/eBird. Otras clasificaciones como Aves del Mundo (HBW) y Birdlife International (BLI) continúan a incluirla en Tangara, con lo cual conserva su nombre anterior.
Las clasificaciones Aves del Mundo (HBW) y Birdlife International (BLI) consideran al grupo de subespecies C. ruficervix fulvicervix, como una especie separada, Chalcothraupis fulvicervix (que pasa a denominarse tangara nuquirrufa, mientras que la presente se denominaría tangara nuquigualda), con base en diferencias morfológicas de plumaje. Esta separación no es seguida todavía por otras clasificaciones.

### Subespecies
Según las clasificaciones del IOC y Clements Checklist/eBird v.2019 se reconocen seis subespecies, con su correspondiente distribución geográfica:
- Grupo politípico ruficervix:

- - Chalcothraupis ruficervix ruficervix (Prévost y Des Murs, 1846) – Andes de Colombia.
  - Chalcothraupis ruficervix taylori (Taczanowski y Berlepsch, 1885) – sureste de Colombia (a oriente de los Andes), este de Ecuador y extremo norte de Perú.[1]
  - Chalcothraupis ruficervix leucotis (P.L. Sclater, 1851) – occidente subtropical de Ecuador.

- Grupo politípico fulvicervix:
  - Chalcothraupis ruficervix amabilis (J.T. Zimmer, 1943) – norte subtropical de Perú, hacia el sur hasta Huánuco.
  - Chalcothraupis ruficervix inca (Parkes, 1969) – sur subtropical de Perú, al norte hasta Junín.
  - Chalcothraupis ruficervix fulvicervix (P.L. Sclater y Salvin, 1876) – yungas del noroeste de Bolivia (La Paz y Cochabamba).